# Simon Ganneau

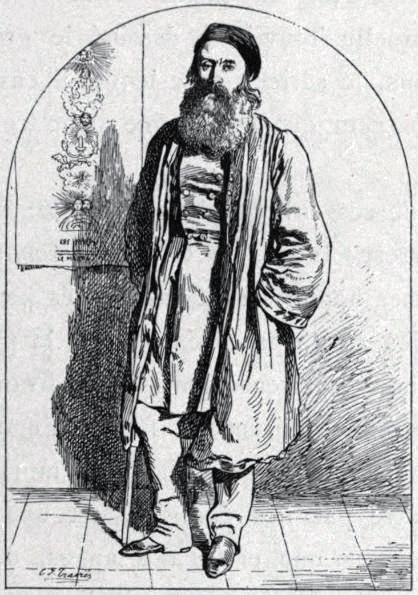
Simon Ganneau

Simon Ganneau (* 1806; † 1851; auch Gannot oder Gannau), der sich selbst Mapah (= mater pater) nannte, war ein französischer Bildhauer. Er gründete 1838 eine religiös-mystische Sekte (Evadisme, aus Eva und Adam), die die Gleichberechtigung der Geschlechter lehrte. Alexander Herzen berichtet, Ganneau habe ihm selbst erzählt, dass seine Zusammenkunft mit Gott auf der Chaussee zwischen Montmartre und Paris stattgefunden hätte.
Nach Aussage von Éliphas Lévi sah sich Ganneau als Reinkarnation von Louis XVII., seine Ehefrau als Marie-Antoinette. Sein Sohn Charles Simon Clermont-Ganneau wurde Orientalist.